# Trophée de France 1995
Navigation
Édition précédente Édition suivante
Le Trophée de France est une compétition internationale de patinage artistique qui se déroule en France au cours de l'automne. Il accueille des patineurs amateurs de niveau senior dans quatre catégories: simple messieurs, simple dames, couple artistique et danse sur glace.
Le neuvième Trophée de France est organisé du 14 au 17 novembre 1995 à la patinoire de Mériadeck à Bordeaux. 

## Polémique autour du Trophée Lalique
Pour la seconde année consécutive, la fédération française des sports de glace n'a pas trouvé d'accord avec ses anciens partenaires pour l'organisation d'un Trophée Lalique.
Le palais omnisports de Paris-Bercy organise donc pour la seconde fois un Lalique Trophée d'Or, un spectacle de patineurs professionnels, les 18 et 19 novembre 1995. Les exhibitions des professionnels sont jugés pour l'attribution du Trophée d'Or par le vote des téléspectateurs de France Télévisions.

## Premier Grand Prix ISU
L'International Skating Union crée en 1995 un Grand Prix ISU pour les patineurs amateurs. Il se compose de cinq épreuves organisées par les cinq fédérations des pays :
- le Skate America
- le Skate Canada
- la Coupe d'Allemagne
- le Trophée de France
- le Trophée NHK

La Coupe de Russie  viendra s'ajouter en 1996 aux cinq épreuves précédentes.
Le Trophée de France est la troisième compétition de la Série des champions ISU senior de la saison 1995/1996.

## Résultats

### Messieurs
| Rang | Nom               | Pays       | Points | Prog. court | Prog. libre |
| ---- | ----------------- | ---------- | ------ | ----------- | ----------- |
| 1    | Ilia Kulik        | Russie     | 2.5    | 3           | 1           |
| 2    | Éric Millot       | France     | 3.0    | 2           | 2           |
| 3    | Elvis Stojko      | Canada     | 3.5    | 1           | 3           |
| 4    | Damon Allen       | États-Unis | 6.0    | 4           | 4           |
| 5    | Cornel Gheorghe   | Roumanie   | 9.0    | 6           | 6           |
| 6    | Fabrice Garattoni | Italie     | 9.5    | 5           | 7           |
| 7    | Evgeni Pliuta     | Ukraine    | 10.0   | 10          | 5           |
| 8    | Thierry Cérez     | France     | 12.0   | 8           | 8           |
| 9    | Francis Gastellu  | France     | 13.5   | 9           | 9           |
| 10   | Ronny Winkler     | Allemagne  | 13.5   | 7           | 10          |
| 11   | Makoto Okazaki    | Japon      | 16.5   | 11          | 11          |

### Dames
| Rang | Nom                    | Pays       | Points | Prog. court | Prog. libre |
| ---- | ---------------------- | ---------- | ------ | ----------- | ----------- |
| 1    | Josée Chouinard        | Canada     | 2.5    | 1           | 2           |
| 2    | Chen Lu                | Chine      | 4.5    | 7           | 1           |
| 3    | Surya Bonaly           | France     | 4.5    | 3           | 3           |
| 4    | Irina Sloutskaïa       | Russie     | 6.0    | 4           | 4           |
| 5    | Tonia Kwiatkowski (en) | États-Unis | 8.0    | 6           | 5           |
| 6    | Krisztina Czakó        | Hongrie    | 8.0    | 2           | 7           |
| 7    | Szusanna Szwed         | Pologne    | 8.5    | 5           | 6           |
| 8    | Astrid Hochstetter     | Allemagne  | 12.0   | 8           | 8           |
| 9    | Marie-Pierre Leray     | France     | 13.5   | 9           | 9           |

### Couples
| Rang | Nom                                  | Pays       | Points | Prog. court | Prog. libre |
| ---- | ------------------------------------ | ---------- | ------ | ----------- | ----------- |
| 1    | Elena Berejnaïa / Oleg Shliakov      | Lettonie   | 1.5    | 1           | 1           |
| 2    | Oksana Kazakova / Artur Dmitriev     | Russie     | 4.0    | 4           | 2           |
| 3    | Jenni Meno / Todd Sand               | États-Unis | 4.0    | 2           | 3           |
| 4    | Marina Khaltourina / Andrei Krioukov | Kazakhstan | 6.5    | 5           | 4           |
| 5    | Maria Petrova / Anton Sikharulidze   | Russie     | 6.5    | 3           | 5           |
| 6    | Kristy Sargeant / Kris Wirtz         | Canada     | 9.0    | 6           | 6           |
| 7    | Sarah Abitbol / Stéphane Bernadis    | France     | 10.5   | 7           | 7           |
| 8    | Dorota Zagórska / Mariusz Siudek     | Pologne    | 12.0   | 8           | 8           |
| 9    | Line Haddad / Sylvain Privé          | France     | 13.5   | 9           | 9           |

### Danse sur glace
| Rang | Nom                                     | Pays               | Points | Danse imposée | Danse originale | Danse libre |
| ---- | --------------------------------------- | ------------------ | ------ | ------------- | --------------- | ----------- |
| 1    | Oksana Grichtchouk / Ievgueni Platov    | Russie             | 2.0    | 1             | 1               | 1           |
| 2    | Marina Anissina / Gwendal Peizerat      | France             | 4.0    | 2             | 2               | 2           |
| 3    | Irina Romanova / Igor Yaroshenko        | Ukraine            | 6.0    | 3             | 3               | 3           |
| 4    | Kateřina Mrázová / Martin Šimeček       | République tchèque | 8.0    | 4             | 4               | 4           |
| 5    | Sylwia Nowak / Sebastian Kolasiński     | Pologne            | 10.4   | 6             | 5               | 5           |
| 6    | Barbara Fusar-Poli / Maurizio Margaglio | Italie             | 12.6   | 5             | 6               | 7           |
| 7    | Barbara Piton / Alexandre Piton         | France             | 13.0   | 7             | 7               | 6           |
| 8    | Marianne Haguenauer / Romain Haguenauer | France             | 16.0   | 8             | 8               | 8           |
| 9    | Nakako Tsuzuki / Juris Razgulajevs      | Japon              | 18.4   | 10            | 9               | 9           |
| 10   | Janet Emerson / Steve Kavanagh          | Canada             | 20.2   | 9             | 11              | 10          |
| 11   | Enikő Berkes / Endre Szentirmai         | Hongrie            | 21.4   | 11            | 10              | 11          |
| 12   | Kate Robinson / Peter Breen             | États-Unis         | 24.0   | 12            | 12              | 12          |

## Sources
- Patinage Magazine N°50 (Décembre 1995-Janvier/Février 1996)
- Résultats des cinq compétitions du Grand Prix ISU 1995
- Résultats des podiums du skate Canada et des patineurs canadiens, skatecanada.ca